# Tetratermus huddlestoni
Tetratermus huddlestoni är en stekelart som beskrevs av Robert A.Wharton 1993. Tetratermus huddlestoni ingår i släktet Tetratermus och familjen bracksteklar. Inga underarter finns listade i Catalogue of Life.